# Тобіас Рахім
Тобіас Рахім Сесілміс Хаслінг (дан. Tobias Rahim Secilmis Hasling), також відомий як Тобіас Рахім (дан. Tobias Rahim), Тобі Табу (дан. Toby Tabu) або Гранде (дан. Grande) (нар. 10 листопада 1989, Орхус, Данія) — данський співак і поет курдського походження.

## Біографія
Тобіас народився та виріс в Орхусі разом зі своєю матір'ю, але з тих пір жив, зокрема, в Гані та Південній Америці. Він прожив 2 роки в нетрях у великому місті Калі в Колумбії, що мало великий вплив на його музичне вираження.

## Музична кар'єра
Рахім був одним з учасників реггетон-дуету «Camilo & Grande», який випустив свій дебютний міні-альбом у 2015 році, а вже у 2016 році він виступив соло.
У 2017 році він випустив однойменний сольний EP «Tobias Rahim». У 2020 році він випустив альбом «National Romantik 2021» з такими треками, як «Jesus», «Borderline» і «Sang til Siri».
У 2021 році він виставив на продаж оголену фотографію, як першу в Данії NFT, під назвою «The Neo Scandinavian Man». Він був проданий за 2,9 етери, що на той час відповідало приблизно 34 000 данських крон[джерело?].
Він також був одним з учасників п'ятого сезону розважальної програми TV 2 «Грандмейстер».
У 2021 році він випустив сингл «Stor mand» разом з Андреасом Одб'єргом. Того ж року пісня отримала нагороду «P3 Lytterhittet» від P3 Guld.
Він випустив два сингли з Burhan G: «Burhan G» (Burhan G X Kidd X Тобіас Рахім) і «Dans» (Burhan G X Tobias Rahim X Карл Кнаст).
У жовтні 2022 року він випустив свій третій альбом «Når sjælen kaster opp», з якого останній трек «Alive Alive Alive» було затримано з поясненням «буде випущено, якщо світ буде готовий».
У листопаді 2022 року також вийшла його перша збірка віршів «Мрії малюють реальність», яка побачила світ у видавництві Politikens Forlag.

## Дискографія

### Альбоми
- Tobias Rahim (EP, 2017)[4][13]
- National Romantik 2021 (2020)[10]
- Når sjælen kaster op (2022)
- ¿HAPPY ENDING? (EP, 2023)

### Сингли
- «Luk Mig op» (2016)[14]
- «Gode Tider» (2016)[15]
- «Falder i» (2016)[16]
- «Verden Vælter» (2019)[17]
- «Costa Del Sol Til København» (2019)[18]
- «Op A Væggen» (2019)[19]
- «Dø I Norden» (feat. Suspekt[da]) — Tobias Rahim Remix (2020)[20]
- «Jesus» (2020)[10]
- «Stimulanser» (2021)[21]
- «Burhan G» (Burhan G X Kidd X Тобіас Рахім) (2021)[9]
- «Stor mand» (2021)[9]
- «Dans (Burhan G X Тобіас Рахім X Карл Кнаст)» (2021)[9]
- «Rose & Torn (Floden I)» (2021)
- «Mucki Bar» (2022)[22]
- «Når Mænd Græder» (2022)
- «Feberdrømmer Xx Dubai» (2022)
- «Bums For Eliten (feat. Artigeardit[da])» (2022)[23]

- «Flyvende Faduma» (2022)[24]
- «Toget» (2023)
- «Orange» (2023)
- «Vi 1» (2023)
- «Stor man» (2023)
- «BENZIN ILD ' GLASSKÅR» (2023)
- «DØDINDENI» (2023)
- «F'social angst» (2023)
- «$$$ lykke» (2023)